# Золото (оповідання Азімова)
«Золото» (англ. Gold) — науково-фантастичне оповідання американського письменника Айзека Азімова, опубліковане у вересні 1991 року журналом «Аналог: наукова фантастика та факти». Оповідання ввійшло в збірку «Золото» 1995. Одне з останніх написаних ним оповідань. Отримало премію Г'юго за найкращу коротку повість.

## Сюжет
Історія описує зусилля комп'ютерних аніматорів по створенню «комп'ю-драми» з другої частини роману Азімова «Навіть боги», яка відбувається в паралельному всесвіті з відмінними від земних законами фізики, з головними героями з раси тристатевих енергетичних істот.
В оповіданні, автором твору «Three in One» є Грегорі Лаборіан, який запропонував справжні старовинні золоті монети за постановку свого твору режисеру Йонасу Вілларду, який здобув популярність створенням CGI версії «Короля Ліра».